# Géza Gulyás
Pour les articles homonymes, voir Gulyás.
Dans le nom hongrois Gulyás Géza, le nom de famille précède le prénom, mais cet article utilise l’ordre habituel en français Géza Gulyás, où le prénom précède le nom.
Géza Gulyás est un footballeur hongrois né le 5 juin 1931 à Budapest, et mort le 14 août 2014. Il évoluait au poste de gardien de but.

## Biographie
Il joue dans le club du Ferencváros TC de 1952 à 1958.
Il ne joue jamais en équipe de Hongrie, mais fait toutefois partie du groupe finaliste de la Coupe du monde 1954.

## Carrière
- 1952-1958 :  Ferencváros TC
- 1958-1964 :  Láng Vasas
- 1970-1971 :  Ferencváros TC

## Palmarès
- Finaliste de la Coupe du monde en 1954